# ABN AMRO World Tennis Tournament 2016
ABN AMRO World Tennis Tournament 2016 — тенісний турнір, що проходив на кортах з твердим покриттям у місті Роттердам, Нідерланди з 8 лютого. Належав до категорії ATP World Tour 500, був турніром серії Rotterdam Open 2016 року.

## Фінальна частина

### Одиночний розряд
Мартін Кліжан —  Гаель Монфіс 6–7(1–7), 6–3, 6–1

### Парний розряд
Ніколя Маю /  Вашек Поспішил —  Філіпп Пецшнер /  Александер Пея 7–6(7–2), 6–4